# Woronyne (obwód sumski)
Woronyne (ukr. Воронине) – wieś na Ukrainie, w obwodzie sumskim, w rejonie sumskim, w hromadzie Worożba. W 2001 liczyła 154 mieszkańców, spośród których 148 wskazało jako ojczysty język ukraiński, a 6 rosyjski.